# Траметес горбатый
Трутови́к горба́тый, или траме́тес горбатый (лат. Tramétes gibbósa), — вид грибов-базидиомицетов, входящий в род траметес семейства полипоровые (Polyporaceae).
Плодовые тела в виде боковых, довольно тонких шляпок, с верхней стороны белого цвета, с нижней — с трубчатым гименофором, трубочки характерно радиально удлинены. Сапротроф бука.

## Описание
Плодовые тела однолетние, в виде плоских сидячих или половинчатых шляпок, почти округлые в очертании. Шляпки до 15 см длиной и шириной, жёсткие, кожистые; верхняя поверхность сначала нередко мелкоопушённая, затем голая, белая, затем кремово-охристая, часто с отдельными более тёмными коричневатыми или оливковыми зонами, у основания часто зелёная от водорослей.

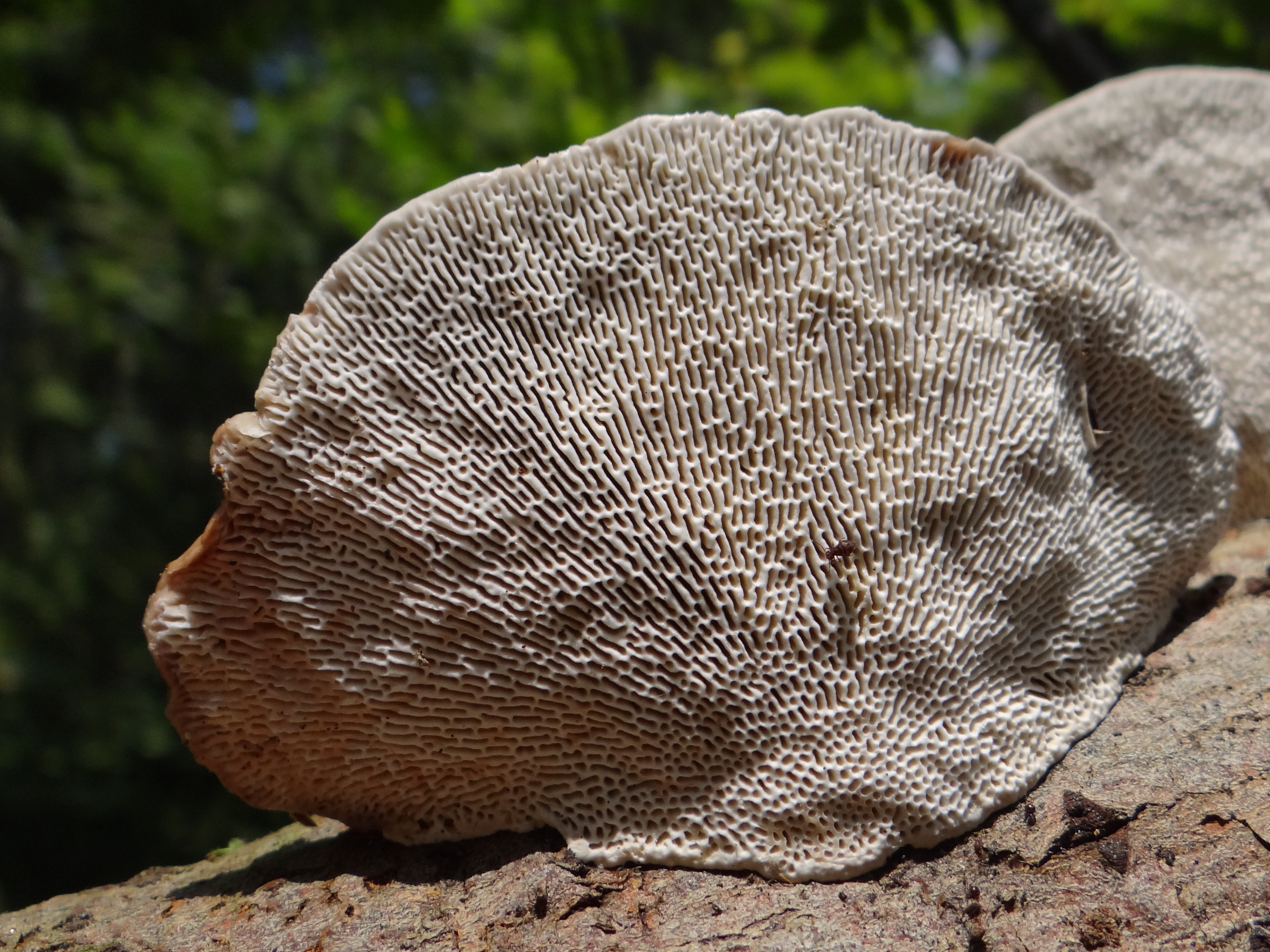
Гименофор

Гименофор лабиринтовидный, белый, затем светло-кремовый, у старых грибов до соломенно-жёлтого; поры радиально удлинённые, угловатые, перегородки между порами с возрастом часто растрескиваются, что придаёт гименофору вид лабиринтовидного или почти пластинчатого.
Мякоть двухслойная, верхний слой сероватый, волокнистый и мягкий, нижний — беловатый, пробковый.
Гифальная система тримитическая, генеративные гифы мякоти тонкостенные, с пряжками, 2,5—9 мкм толщиной, скелетные гифы мякоти толстостенные, асептированные, 3—9 мкм толщиной, связывающие гифы мякоти толстостенные, 2—4 мкм толщиной. Цистиды отсутствуют. Базидии четырёхспоровые, булавовидные, 15—22×5—7 мкм. Споры бесцветные, цилиндрические, 6—9×2—2,5 мкм.

## Экология и ареал
Вызывает смешанную заболонно—ядровую желтовато-белую гниль, со слабо заметными буроватыми пятнышками. Гнилая древесина распадается по годичным кольцам и легко расщепляется на волокна. Заражение происходит через раны различного происхождения и особенно через раны от ошмыга деревьев, влекущие образование сухобочин. Растёт на живых и мертвых деревьях и пня. Главным образом поражает берёзу, граб, иву, клёны, липы, осины, тополя и реже другие лиственные породы.
Широко распространён в умеренной зоне Северного полушария.

## Синонимы
- Daedalea gibbosa (Pers.) Pers., 1801
- Lenzites gibbosus (Pers.) Hemmi, 1939
- Merulius gibbosus Pers., 1795 : Fr., 1821basionym
- Polyporus gibbosus (Pers.) P.Kumm., 1871
- Pseudotrametes gibbosa (Pers.) Bondartsev & Singer ex Singer, 1944

и другие.